# Ньюман, Райан Джозеф
Райан Джозеф Ньюман (англ. Ryan Joseph Newman род. 8 декабря 1977, Саут-Бенд, Индиана, США) — американский автогонщик NASCAR Sprint Cup Series. Выступает под номером 6 за команду Roush Fenway Racing.